# Ericydnus robustior
Ericydnus robustior är en stekelart som beskrevs av Mercet 1921. Ericydnus robustior ingår i släktet Ericydnus och familjen sköldlussteklar. Arten är reproducerande i Sverige. Inga underarter finns listade i Catalogue of Life.